# Музей антропології (Керманшах)
Музей антропології (перс. موزه مردم‌شناسی کرمانشاه) розташований в місті Керманшах, Іран. Розпочав свою роботу 1990 року і розміщений у частині Аббасіє будівлі Текіє Моавам Альмалак. Зала музею займає площу 200 кв. м на якій встановлені 29 вітрин з різноманітними предметами, що мають стосунок до культурного і соціального життя: знаряддя для сільськогосподарських робіт, догляду за худобою, інструменти шевця і ткача, музичні інструменти, вироби ручної роботи, засоби для освітлення, зразки традиційного місцевого одягу тощо.